# 8-Ciclopentilteofilina
8-Ciclopentilteofilina (8-ciclopentil-1,3-dimetilxantina, 8-CPT, CPX) é uma droga a qual atua como um antagonista potente e seletivo para os receptores de adenosina, com alguma seletividade para o receptor de subtipo A1, bem como um inibidor da fosfodiesterase não seletivo. Tem efeitos estimulantes em animais com potência ligeiramente maior do que a cafeína.